# Arthur H. Wicks
Arthur H. Wicks (* 24. Dezember 1887 in New York City; † 1985) war ein US-amerikanischer Geschäftsmann und Politiker.

## Werdegang
Arthur H. Wicks besaß eine Dampfwäscherei in Kingston (New York). Er war zwischen 1927 und 1956 Mitglied im Senat von New York, wobei er zwischen 1927 und 1944 den 29. Wahldistrikt vertrat und dann zwischen 1945 und 1956 den 34. Wahldistrikt. Während dieser Zeit bekleidete er zwischen 1949 und 1953 den Posten des Mehrheitsführers (Majority Leader) im Senat von New York. Ferner nahm er 1940 und 1944 als Ersatzdelegierter sowie 1948, 1952 und 1956 als Delegierter bei den Republican National Conventions teil.
Wicks war ab dem 1. Oktober 1953 kommissarischer Vizegouverneur von New York, wurde aber am 19. November gezwungen von beiden Ämtern zurückzutreten, als bekannt wurde, dass er sich oft dem verurteilten Gewerkschaftsführer Joseph S. Fay traf, der zuletzt in Sing-Sing inhaftiert war.